# فستوس اونیگبینده
فستوس اونیگبینده (انگلیسی: Festus Onigbinde؛ زادهٔ ۵ مارس ۱۹۳۸) مربی فوتبال اهل نیجریه است. وی سرمربی تیم ملی فوتبال نیجریه در جام جهانی فوتبال ۲۰۰۲ بوده‌است.